# Sal (rivière)
Pour les articles homonymes, voir Sal.
La rivière Sal (russe : Сал) est un affluent du Don situé sur sa rive gauche dans le sud de la Russie d’Europe. D’une longueur de 798 km il draine un bassin de 21 300 km2.

## Géographie
Le Sal prend sa source dans les monts Iergheni, à l’ouest d’Elista (capitale de la Kalmoukie) et se jette dans le Don près de Semikarakorsk (oblast de Rostov).